# Christian Kist
Christian Kist (Mariënberg, 22 april 1986) is een Nederlandse darter.

## BDO-carrière

### 2011
In 2011 begon Christian Kist met het spelen van internationale toernooien. In april van dat jaar maakte hij zijn debuut in het nationale team tijdens de EDC Spring Cup. Tijdens dit landentoernooi bereikte Kist de finale en versloeg hierin landgenoot Rick Hofstra met 2-0. Tijdens het eerste weekend van september reisde Kist af naar het Engelse Hull voor de World Masters én het kwalificatietoernooi voor Lakeside, het WK van de BDO. Kist wist zich via het laatstgenoemde toernooi te kwalificeren voor het wereldkampioenschap, dat in januari 2012 werd gehouden. Ook op de World Masters was Kist succesvol door vijf wedstrijden achter elkaar te winnen. Hierdoor voegde hij zich bij de laatste 16, waarin Tony West met 3-2 te sterk was. Door deze goede prestaties ontving Kist een wildcard voor de Zuiderduin Masters in Egmond aan Zee. Kist verloor zijn eerste poulewedstrijd met 5-2 van Fabian Roosenbrand. In de tweede partij was Ross Montgomery met 5-3 te sterk.

### 2012
Kist plaatste zich dus via het kwalificatietoernooi in september 2011 voor de Lakeside in het Engelse Frimley Green. Hier maakte hij in de eerste ronde meteen indruk door landgenoot Jan Dekker met 3-2 te verslaan. Hier bleef het niet bij, want Kist versloeg in de volgende ronde ook de Belg Geert De Vos. Het succes van de Kist duurde maar voort. In de kwartfinale rekende hij namelijk ook af met Alan Norris: 5-1. Kist belandde in de halve finale in een ware thriller met Ted Hankey. Kist vocht zich in de wedstrijd terug van een 5-3 achterstand en zegevierde uiteindelijk met 6-5. Dit zorgde ervoor dat Kist als debutant de finale haalde, waarin Tony O'Shea wachtte. Nadat het na de eerste vier sets 2-2 was, pakte Kist vier sets op rij en de 6-2 voorsprong. O'Shea wist zich echter terug te vechten tot 6-5. Vervolgens pakte Kist de laatste set en eveneens het wereldkampioenschap. Hiermee werd Kist na, Raymond van Barneveld en Jelle Klaasen, de derde Nederlander die Lakeside op zijn naam wist te schrijven.
In januari 2013 kwam Kist terug op Lakeside om zijn titel te verdedigen. Dit lukte echter niet want Christian verloor al in de eerste ronde met 1-3 van Robbie Green. 
Kist was ook gekwalificeerd voor het BDO wereldkampioenschap van 2014. Opnieuw verloor hij in de eerste ronde, ditmaal bleek James Wilson met 3-1 te sterk.

## Overstap naar de PDC
Op 10 januari 2014 kondigde Kist aan over te gaan stappen naar de andere dartsbond, namelijk de Professional Darts Corporation. Kist wist zich gelijk te kwalificeren voor het eerste televisietoernooi, de UK Open, waarin hij de laatste 16 wist te bereiken. Christian wist zich ook te plaatsen voor het European Championship en de Players Championship Finals, waarin hij verloor van respectievelijk Mervyn King en Gary Anderson. Ook debuteerde Kist op het PDC WK. In de eerste ronde verloor Kist van landgenoot Jelle Klaasen met 1-3 in sets. Een jaar later won hij in de eerste ronde wel van het PDC WK: Kist versloeg met 3-0 in sets de als twintigste geplaatste Justin Pipe. In de tweede ronde werd met 4-1 verloren van Dave Chisnall.
Eind 2019 viel Kist buiten de top 64 van de wereldranglijst. Hierdoor raakte Kist zijn zogenaamde tour card kwijt, wat het recht gaf op het spelen van toernooien van de PDC. Begin januari 2020 probeerde Kist zijn tour card direct terug te bemachtigen tijdens een vierdaags kwalificatie-evenement, genaamd Q-School. Het lukte Kist echter niet om een tour card te bemachtigen. In 2021 en 2022 slaagde Kist hier opnieuw niet in. Wel won Kist in 2022 een PDC Challenge Tour-toernooi door in de finale van toernooi 19 de Amerikaan Danny Lauby met 5-3 te verslaan. Op 20 januari 2023 versloeg hij Scott Mitchell met 5-2 in de finale van Challenge Tour 2.
Op 7 juni 2024 won Kist Challenge Tour 11 door Michael Unterbuchner te passeren in de finale. Nog diezelfde dag won de Nederlander ook Challenge Tour 12. Ditmaal klopte hij John Henderson in de finale. Op 18 augustus ging Kist langs Connor Scutt in de finale van Challenge Tour 20. Op het PDC World Darts Championship 2025 gooide Kist een negendarter in de eerste ronde, waarin hij desondanks verloor van Madars Razma.

## Resultaten op Wereldkampioenschappen

### BDO
- 2012: Winnaar (gewonnen van Tony O'Shea met 7-5)
- 2013: Laatste 32 (verloren van Robbie Green met 1-3)
- 2014: Laatste 32 (verloren van  James Wilson met 1-3)

### PDC
- 2015: Laatste 64 (verloren van Jelle Klaasen met 1-3)
- 2016: Laatste 32 (verloren van Dave Chisnall met 1-4)
- 2017: Laatste 64 (verloren van Brendan Dolan met 1-3)
- 2018: Laatste 64 (verloren van Michael van Gerwen met 1-3)
- 2024: Laatste 96 (verloren van Luke Littler met 0-3)
- 2025: Laatste 96 (verloren van Madars Razma met 1-3)

## Resultaten op de World Matchplay
- 2017: Laatste 32 (verloren van Gary Anderson met 7-10)

## Gespeelde finales hoofdtoernooien
BDO 
| Resultaat | Nr. | Jaar | Kampioenschap                | Tegenstander | Score | Variant |
| Winnaar   | 1.  | 2012 | BDO World Darts Championship | Tony O'Shea  | 7 – 5 | Sets    |

- Wedstrijden worden beslist bij gewonnen legs of sets

## Trivia
- Tijdens zijn worp opent Kist steevast zijn mond, wat de BBC-commentatoren inspireerde tot de niet-officiële bijnaam The Lipstick, wat de Engelse dartterm is voor de triple 20. Omdat hij zich in het Engels niet vlot kan uitdrukken, nam NDB-voorzitter Niels de Ruiter de rol van tolk op zich voor de interviews met BBC en ESPN.